# Antonio Molinaroli
Antonio Molinaroli (Piacenza, 24 maggio 1894 – 7 ottobre 1972) è stato un politico italiano, eletto nella I legislatura della Repubblica Italiana alla Camera.

## Biografia
Laureato in giurisprudenza, funzionario pubblico. Impegnato in politica con la Democrazia Cristiana, nel 1948 venne eletto alla Camera dei deputati nella I legislatura della Repubblica Italiana. Membro della commissione Affari Istituzionali della Camera, nel 1949 fu l'estensore della relazione denominata "Donatini-Molinaroli", la quale stabiliva che, in base a parametri storici e geopolitici, Catanzaro fosse il capoluogo della Regione Calabria: decisione che - due decenni dopo - al momento dell'istituzione delle Regioni generò i Moti di Reggio Calabria del 1970. Molinaroli concluse il proprio mandato parlamentare nel 1953.
Dal febbraio 1961 al marzo 1965 è stato Presidente della Provincia di Piacenza.
Morì il 7 ottobre 1972, all'età di 78 anni.